# 宮城県道31号仙台村田線
宮城県道31号仙台村田線（みやぎけんどう31ごう せんだいむらたせん）は、宮城県仙台市青葉区から宮城県柴田郡村田町に至る県道（主要地方道）である。

## 概要
宮城県仙台市青葉区の北四番丁駅付近の交差点から路線が始まり、仙台平野と愛子、茂庭、坪沼、菅生、村田の各盆地を結んで、宮城県柴田郡村田町の中心部に至る。
東北自動車道の仙台宮城ICと村田ICの間と並走しており、沿道はかつての宮城郡宮城町、名取郡生出村、柴田郡富岡村（菅生村）、同郡村田町にあたる。
仙台宮城ICが接続する国道48号仙台西道路および愛子バイパスは、当道との間で折立ICを形成しており、仙台西道路上り線と当道が接続する折立ICの交差点名は「仙台宮城IC入口」となっている。
県道仙台北環状線とともに仙台市都心部や周辺市街地を西側から迂回する道路であり、交通量の増加が著しい。
茂庭台付近の北行き車線に登坂車線があり、茂庭（旧国道286号分岐）から大八山を経て坪沼小学校入口までが追い越し不可となっている。
青葉区と太白区の境にある馬越石トンネルは太白山と蕃山の間を動物達が通る獣道と言われている。茂庭台 - 折立間の交通量増大にともない渋滞解消のため馬越石トンネルの4車線化の要望が茂庭台住民から出ているが、動物保護団体からはトンネルの取り壊しなどは動物達の交流が絶たれてしまい生態系に変化との懸念があるため拡幅工事の計画は進んでいない。

### 路線データ
- 実延長：21.0 km（仙台市管理分11064.4 m[1]、宮城県管理分9910.2 m[2]）
- 起点：仙台市青葉区木町通2丁目（宮城県道22号仙台泉線交点）
- 終点：柴田郡村田町村田（宮城県道25号岩沼蔵王線交点）

## 歴史
- 1976年（昭和51年）
  - 4月1日 - 県道菅生折立線及び名取村田線の一部が、「仙台村田線」として建設省（現・国土交通省）から主要地方道の指定を受ける。[3]
  - 9月10日 - 宮城県が主要地方道49号として「県道仙台村田線」を認定。[4]同時に菅生折立線を路線廃止。
- 1993年（平成5年）
  - 5月11日 - 建設省から、県道仙台村田線が仙台村田線として主要地方道に指定される[5]。
  - 10月19日 - 県道番号が決定[6]され、従前の主要地方道49号から、県道31号に変更される。（12月1日より施行）
- 2016年（平成28年）4月1日 - 国道48号仙台西道路に並行する区間が宮城県道に指定替えされ、当道路の起点が仙台市青葉区折立から仙台市青葉区木町通に変更になる[7]。
- 2022年（令和4年）1月19日 - 仙台北環状線と交差する折立交差点の信号機が歩車分離式、対向車分離式に変更[8]。
- 2023年（令和5年）3月25日 - 東北自動車道菅生スマートインターチェンジが接続。取付道路が本路線に指定される。[9]

## 路線状況

### 別名
- 作並街道

### 交通量[10]
令和３年度・12時間交通量
- 仙台市青葉区木町通１丁目 - 20,988台（推計値）
- 仙台市青葉区折立１丁目18 - 9,564台（推計値）
- 仙台市青葉区折立１丁目17-1 - 24,118台（推計値）
- 仙台市青葉区折立４丁目 - 21,496台（推計値）
- 仙台市太白区茂庭新熊野75 - 17,605台（推計値）
- 仙台市太白区茂庭新熊野72 - 6,209台（推計値）
- 名取市高舘熊野堂字今成西 - 6,859台
- 村田町菅生下清水 - 6,431台
- 村田町菅生福ノ入 - 4,952台

## 地理

### 通過する自治体
- 仙台市（青葉区-太白区）
- 柴田郡村田町

### 交差する道路

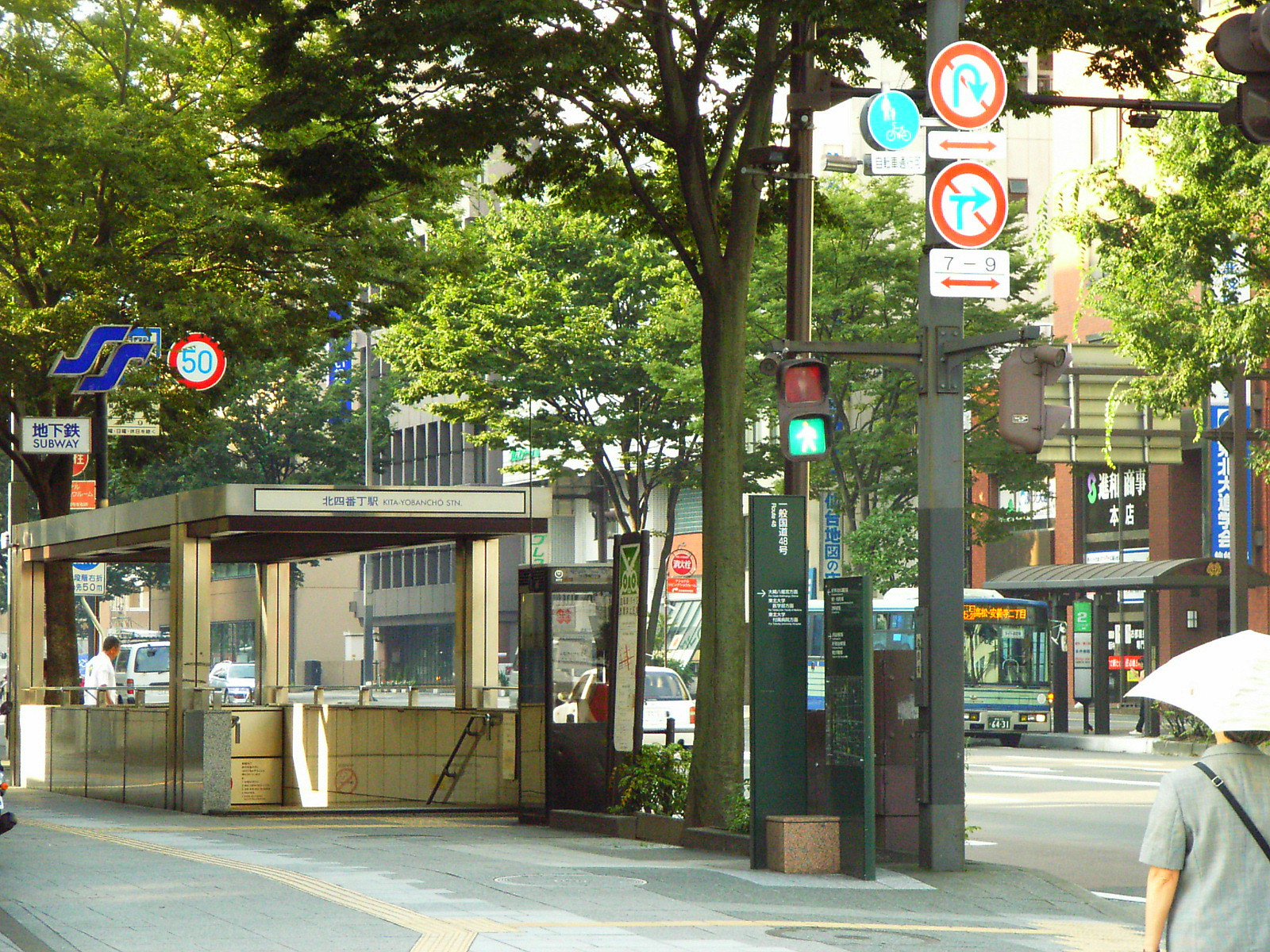
2016年より当道の起点となった北四番丁駅付近（2005年9月、撮影当時は国道48号）

- 宮城県道22号仙台泉線（仙台市青葉区木町通2丁目、起点）
- 宮城県道264号大衡仙台線（仙台市青葉区木町通2丁目）
- 宮城県道55号定義仙台線（仙台市青葉区郷六龍沢）
- 宮城県道37号仙台北環状線（仙台市青葉区折立）
- 国道48号（仙台市青葉区折立）
- 国道286号（仙台市太白区茂庭）
- 宮城県道118号名取村田線（柴田郡村田町菅生舘）
- 東北自動車道下り線　菅生スマートインターチェンジ（柴田郡村田町菅生）
- 宮城県道25号岩沼蔵王線（柴田郡村田町村田、終点）

### 沿線の施設
- 仙台市地下鉄南北線　北四番丁駅
- 仙台市立木町通小学校
- 東北大学病院
- 東北大学医学部・歯学部
- 仙台厚生病院
- 大崎八幡宮
- 国土交通省東北地方整備局仙台河川国道事務所仙台西国道維持出張所
- 広瀬病院
- シエロ茂庭ショッピングモール
- 東北電力茂庭発電所
- 仙台市立坪沼小学校跡（現：ろりぽっぷ小学校（不登校特例校））
- 坪沼八幡神社
- 村田町役場菅生出張所
- ミヤコーバス村田営業所

## 構造物
- 生瀬橋
- 馬越石トンネル
- 生出橋